# Congregación de las Escuelas de la Caridad

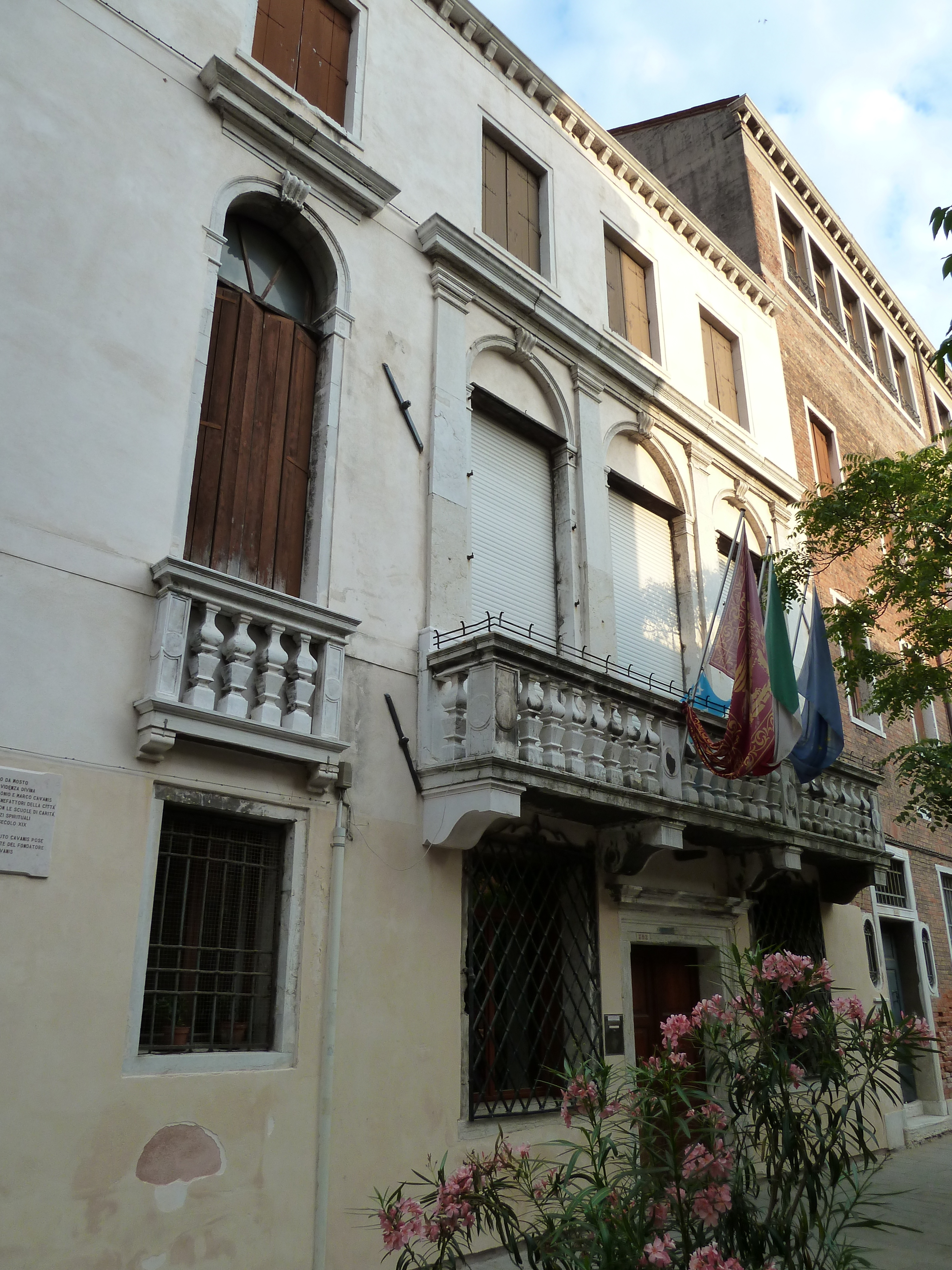
Instituto Cavanis en Dorsoduro, Venecia

La Congregación de las escuelas de Caridad (en Latín Congregatio scholarum charitatis), o Instituto Cavanis, es un instituto religioso masculino de derecho pontificio: los miembros de esta congregación clerical posponen a su nombre las siglas C.S.Ch.

## Historia
El nacimiento del instituto debe encuadrarse en el contexto histórico de la Venecia de finales del siglo XVIII, tras la caída de la Serenissima y el pase del Veneto al dominio del Imperio austríaco (1797), que decretó el cierre de todas las escuelas gratuitas para los niños de las clases pobres.
La congregación fue fundada por los hermanos Antonio Angel y Marco Antonio Cavanis, pertenecientes a una familia noble veneciana. Por deseo del padre participaron en la vida pública. En 1795, Antonio Angel, apoyado por su hermano, fue ordenado sacerdote; Marco Antonio, que siempre había apoyado a su hermano en la actividad pastoral, también se ordenó sacerdote en 1806, cuando el instituto ya estaba empezando a tomar forma.
Para la formación de los jóvenes, el 2 de mayo de 1802 los hermanos Cavanis crearon cerca de la iglesia de Santa Inés de Venecia la congregación mariana y el 2 de enero de 1804 abrieron su primera escuela de la caridad; creció el número de sus alumnos y en 1806 adquirieron el palacio Da Mosto. También adquirieron una tipografia para dar trabajo a los alumnos que no tenían intención de proseguir sus estudios.
El instituto de sacerdotes seculares de las escuelas de la caridad, fue aprobado inicialmente por Francesco Milesi, patriarca de Venecia, el 16 de septiembre de 1819 y por el papa Gregorio XVI con breve el 21 de junio de 1836.

## Actividad y difusión
Los religiosos se dedican a la educación y enseñanza cristiana de la juventud mediante escuelas, colegios y obras de acción católica juvenil.
Están presentes en Italia, Rumania, República Democrática del Congo, Filipinas y en algunos países de América del Sur (Bolivia, Brasil, Colombia, Ecuador); El  moderatore supremo del instituto, que ostenta el título de prepósito general, reside junto a la iglesia de los santos Marcellino e Pietro ad Duas Lauros, en la via Casilina en Roma.
A 31 de diciembre de 2005 la congregación contaba con 31 casas con 166 religiosos de los que 90 eran sacerdotes.